# Federico Chiapello
Federico Chiapello (San Jerónimo Norte, Provincia de Santa Fe, Argentina; 1 de septiembre de 1993) es un exfutbolista argentino. Jugaba como delantero y su primer equipo fue Unión de Santa Fe. Su último club antes de retirarse fue Libertad de San Jerónimo Norte. Actualmente se encuentra cursando la carrera de Licenciatura en Administración en la Universidad Nacional del Litoral.

## Trayectoria
Federico Chiapello dio sus primeros pasos en el fútbol en Libertad de San Jerónimo Norte, equipo que participa en la Liga Esperancina, para luego pasar al desaparecido Santa Fe FC de la Liga Santafesina, donde estuvo jugando cinco años.
A fines de 2011 llegó a Unión de Santa Fe, donde se desempeñó en 4.ª de AFA y debido a sus buenos rendimientos, fue ascendido al plantel de Reserva y logró transformarse en uno de los goleadores del equipo junto a Lionel Altamirano.
A mediados de 2012, Frank Darío Kudelka lo convocó a su primera pretemporada con el plantel profesional y tuvo su debut en Primera División el 12 de agosto de ese mismo año, en el partido que Unión perdió ante Godoy Cruz por 1 a 0. En dicho encuentro ingresó a los 43 del ST en reemplazo de Matías Donnet. El 30 de septiembre marcó su primer gol en Primera División frente a Independiente en una derrota del tatengue por 2 a 1.
A mediados de 2013 pasó a Aldosivi de Mar del Plata, a préstamo por un año. Lamentablemente no tuvo continuidad en el Tiburón, ya que una rotura de ligamentos cruzados lo dejó afuera gran parte de la temporada. De regreso en Santa Fe, formó parte del plantel de Unión que logró el ascenso a Primera División pero no disputó ningún partido, ya que no fue tenido en cuenta por el técnico Leonardo Madelón.
Una vez finalizado el torneo, a principios de 2015 rescindió su contrato y quedó en libertad de acción. Dejó el club santafesino donde jugó 15 partidos (8 como titular) y marcó 2 goles, y se incorporó a Sportivo Las Parejas, equipo recientemente ascendido al Torneo Federal A.
A principios de 2016 estuvo cerca de arreglar en Ferroviario Corrientes FC, inclusive fue anunciado como refuerzo, pero finalmente el pase se frustró. Con apenas 22 años, se retiró del fútbol para dedicarse a estudiar Ciencias Económicas en la Universidad Nacional del Litoral. Sin embargo, tres años después tomó la decisión de regresar a las canchas y lo hizo en Libertad de San Jerónimo Norte, el club que lo vio nacer como futbolista y donde finalmente colgó los botines. 

## Clubes
| Club                           | País      | Año       |
| ------------------------------ | --------- | --------- |
| Unión de Santa Fe              | Argentina | 2012-2013 |
| Aldosivi de Mar del Plata      | Argentina | 2013-2014 |
| Unión de Santa Fe              | Argentina | 2014      |
| Sportivo Las Parejas           | Argentina | 2015      |
| Libertad de San Jerónimo Norte | Argentina | 2019      |

### Estadísticas
- Actualizado al final de su carrera deportiva

| Club                           | Div.                | Temporada           | Liga | Liga | Copa Nacional | Copa Nacional | Copa Internacional | Copa Internacional | Total | Total |
| Club                           | Div.                | Temporada           | PJ   | G    | PJ            | G             | PJ                 | G                  | PJ    | G     |
| ------------------------------ | ------------------- | ------------------- | ---- | ---- | ------------- | ------------- | ------------------ | ------------------ | ----- | ----- |
| Unión Argentina                |                     |                     |      |      |               |               |                    |                    |       |       |
| 1.ª                            | 2012/13             | 14                  | 2    | 1    | 0             | -             | -                  | 15                 | 2     |       |
| 2.ª                            | 2014                | 0                   | 0    | -    | -             | -             | -                  | 0                  | 0     |       |
| Total                          | Total               | 14                  | 2    | 1    | 0             | -             | -                  | 15                 | 2     |       |
| Aldosivi Argentina             |                     |                     |      |      |               |               |                    |                    |       |       |
| 2.ª                            | 2013/14             | 9                   | 0    | 0    | 0             | -             | -                  | 9                  | 0     |       |
| Total                          | Total               | 9                   | 0    | 0    | 0             | -             | -                  | 9                  | 0     |       |
| Sportivo Las Parejas Argentina |                     |                     |      |      |               |               |                    |                    |       |       |
| 3.ª                            | 2015                | 16                  | 2    | 0    | 0             | -             | -                  | 16                 | 2     |       |
| Total                          | Total               | 16                  | 2    | 0    | 0             | -             | -                  | 16                 | 2     |       |
| Total en su carrera            | Total en su carrera | Total en su carrera | 39   | 4    | 1             | 0             | -                  | -                  | 40    | 4     |

## Palmarés
| Título                     | Club              | País      | Año  |
| -------------------------- | ----------------- | --------- | ---- |
| Ascenso a Primera División | Unión de Santa Fe | Argentina | 2014 |